# Минин, Евгений Аронович
Евге́ний Аро́нович Ми́нин (род. 10 июня 1949, Невель, Псковская область) — российско-израильский писатель, поэт, пародист и издатель.

## Биография
Евгений Аронович Минин родился в г. Невеле Псковской области в семье зубного врача Мининой (Лифляндской) Ривы Израилевны и мастера мебельной фабрики Арона Евелевича Минина. После окончания восьми классов Невельской средней школы №2 поступил и окончил Витебский станко-инструментальный техникум. Служил в войсках ПВО. После службы в армии окончил Ленинградский политехнический институт и четыре курса Витебского педагогического института. Работал мастером, начальником цеха на Витебском заводе часовых деталей, преподавателем в средней школе. В 1990 году репатриировался в Израиль, где продолжил свою педагогическую деятельность. 
Автор пятнадцати книг стихов и пародий и одной книги прозы. Стихи, пародии и проза печатаются в израильских, американских, европейских, российских журналах и газетах, а также вошли в альманахи и журналы «Знамя», «Юность», «Дети Ра», «Иерусалимский журнал», «Семья и школа», «Урал», «Слово/Word», «День и Ночь», «Дон», «День поэзии-2009 — 2019», «Кольцо „А“», «Зинзивер», «Литературная учеба», «Литературный Иерусалим», «Флорида», «22», «Зарубежные записки», «Литературная газета» — издаваемых в США, России, Израиле и Европе. Живёт в Иерусалиме.

## Должности и награды
- Ведущий пародийных рубрик в газетах «Литературная газета» и «Литературная Россия» — Россия и «Секрет» и «Вести» — Израиль;
- Главный редактор журнала «Литературный Иерусалим»,  член редколлегии альманаха «День поэзии» — Россия, издатель и редактор множества поэтических сборников.
- Автор текстов песен для восьми музыкальных альбомов выпущенных российскими студиями грамзаписи;
- Председатель Международного Союза писателей Иерусалима, член Российского ПЕН-центра, член Союзов Писателей Израиля, Москвы и Союза Писателей XXI век, представитель за рубежом газеты Литературная газета г. Москва;
- Лауреат Третьего поэтического фестиваля памяти Поэта — Израиль;
- Лауреат премии Поэт года — 2007 Международного Союза Литераторов и Журналистов (APIA);
- В 2014 году был удостоен премии «Золотой телёнок» «Литературной Газеты» («Клуба 12 стульев») (2014);
- Лауреат премии журнала «Дети Ра» (2015).

## Книги
- Книга стихов «Разве», 1999 г., — С. 144
- Книга стихов «Линия крыла», 2002 г., — С. 174
- Книга пародий «Сто пародий и кое-что ещё», 2007 г., — С. 180, ISBN 5-98575-181-3.
- Книга стихов «Ветви», 2007 г., — С.106, ISBN 978-5-98575-228-1
- Книга избранных пародий «Просто пародия для простонародия», 2008 г., — С.136, ISBN 978-5-98575-345-5
- Книга пародий «Сто пародий а может больше», 2011 г., — С. 146, ISBN 978-5-905016 −21-9.
- Книга избранных стихов и пародий «Погоня за ветром», 2012 г., — С. 212, ISBN 978-5-98575-292-5.
- Книга стихов «Тринадцатый год», 2014 г., — С.104, ISBN 978-5-98575-228-1
- Книга пародий «Пародии», Москва, 2015 г., ISBN 978-5-901511-23-7
- Книга прозы «Прозажизнь», Иерусалим, 2019 г., ISBN 978-965-7209-32-5
- Детская  книга для взрослых, Иерусалим, 2020 г., ISBN 978-965-7209-29-5
- Современная женская поэзия в пародиях. Антология. Том № 1. Иерусалим-Москва, 2020 г., ISBN 978-5-98721-047-5
- Книга прозы "Дверь", Иерусалим, 2022 г. ISBN 978-965-7209-26-3
- Книга юмора "Кухонные диалоги". Иерусалим. 2022 г. ISBN 978-965-7209-26-4
- Книга "Иудейские истории". Иерусалим. 2023 г. ISBN 978-5-00039-151-9

## Отзывы
Многие пародии Евгения Минина — «на грани фола», еще чуть-чуть — и пародия обернется эпиграммой, еще немного — и вспыхнет «пожарский», а поэт, автор стихов, чего доброго, обидится на пародиста. Но Минин, на мой взгляд, умеет вовремя остановиться и удержаться «в рамках приличий». Не теряя при этом своей фирменной остроты. Ничего личного. Ничего лишнего. Пародии Евгения Минина блестящи по форме и удивительно похоже копируют творческую манеру разных поэтов. За это мы его и любим.

— Александр Карпенко